# Iglo (Deutschland)
Iglo (Eigenschreibweise: iglo) ist ein deutsches Lebensmittelunternehmen mit Hauptsitz in Hamburg, das zum internationalen Tiefkühlkostunternehmen Nomad Foods mit steuerlichem Sitz in Großbritannien und Handelsregistersitz auf den Britischen Jungferninseln  gehört. Der Schwerpunkt des Unternehmens liegt auf Tiefkühlkost.
Das heutige deutsche Unternehmen entstand am 1. Juli 2006 im Rahmen der Ausgliederung von Iglo und Birds Eye aus dem Unilever-Konzern. Maßgebliche operative Einheiten der Holding befinden sich in Hamburg (ca. 90 Mitarbeiter) und Reken (ca. 530 Mitarbeiter) sowie in Bremerhaven mit der Frozen Fish International GmbH (FFI) (Fischverarbeitung, 840 Mitarbeiter).

## Geschichte
Von 1939 bis 1961 firmierte der Tiefkühlkosthersteller unter Solo Feinfrost mit 18 Produktionsstandorten, darunter in Emden und Wunstorf. 1959 wurden die ersten Tiefkühl-Fischstäbchen produziert.
1960 wurde der Name Iglo erstmals bei der Vermarktung von tiefgekühlten Lebensmitteln wie Fischstäbchen und Spinat in den Niederlanden verwendet, wobei Iglo die niederländische Bezeichnung für Iglu ist. 1961 entschloss sich der damalige Mutterkonzern Unilever, anstelle des englischen Namens der Schwestermarke Birds Eye den Namen Iglo ebenfalls in Deutschland zu verwenden. Damit folgte auch die Umfirmierung des Unternehmens in Iglo Feinfrost und es wurde mit der Herstellung und dem Verkauf von tiefgekühltem Spinat in Deutschland begonnen.
Die Langnese-Iglo GmbH entstand 1963 aus einem Zusammenschluss der beiden Unilever-Firmen Langnese Eiskrem GmbH (seit 1936 bei Unilever) und der Iglo GmbH. Am 1. Januar 1970 übernahm das Unternehmen vom Nestlé-Konzern die Findus-Jopa GmbH mit Sitz in Frankfurt am Main und übernahm die Produktion von Tiefkühlkost und Eis in Reken. 1980 folgt, unter Geschäftsführung (Hamburg) von J. G. Eelkman-Rooda, dem Vorgänger von Hans Eggerstedt, die Einführung der Tiefkühl-Pizzamarke Crossa.
Im August 2005 wurde die Langnese-Iglo GmbH ein Teil der Unilever Deutschland GmbH und fungierte nicht mehr als eigenständiges Unternehmen.
Nach 45 Jahren, am 9. Februar 2006, gab Unilever den Verkauf seiner europäischen Tiefkühlmarken Iglo und Birds Eye bekannt. Als Gründe wurden die steigende Konkurrenz durch Billigprodukte und zu geringe Gewinn- und Wachstumsaussichten genannt. In Italien wurde die dort starke Marke Findus behalten. Daher wurde am 1. Juli 2006 der Bereich Tiefkühlkost in die neu gegründete Iglo GmbH ausgegliedert. Iglo und Birds Eye wurden am 28. August 2006 für 1,73 Milliarden Euro an die Private-Equity-Gesellschaft Permira verkauft. 2010 wurde die Iglo GmbH im Konzernabschluss der BEIG Topco Limited – Birds Eye mit Sitz in Feltham, Großbritannien, berücksichtigt. Ab Mitte 2011 firmierte die Gruppe Birds Eye Iglo unter Iglo Foods Group Limited.
Im April 2015 wurde Iglo für 2,6 Milliarden Euro an die amerikanische Investorengruppe Nomad Foods Limited verkauft. Nomad beabsichtigt, das Unternehmen zu einem Nahrungsmittelkonzern auszubauen.
Im Mai 2019 verkündete Iglo den Austritt aus dem Lebensmittelverband Deutschland mit der Begründung, dieser weigere sich, das aus Frankreich stammende und als fortschrittlich geltende Kennzeichnungssystem Nutri-Score zum Aufdruck auf Lebensmittelpackungen zu empfehlen.
Im Januar 2020 lancierte Iglo verschiedene Fleischersatzprodukte sowie Fleischersatzgerichte unter der neuen Marke Green Cuisine.

## Markenauftritt
1985 wurde in Deutschland die Werbefigur Käpt’n Iglo eingeführt. Diese basiert auf der 1966 von der Werbeagentur Lintas erfundenen Figur Captain Birds Eye. Seitdem wurde Käpt’n Iglo in TV-Werbespots von diversen Schauspielern verkörpert. Der erste Käpt'n Iglo (bzw. Birds Eye) wurde von 1967 bis 1998 vom Englischen Schauspieler John Hewer verkörpert und auf Deutsch von Wolfgang Völz synchronisiert, danach übernahm bis 2001 der deutlich jüngere Thomas Pescod die Rolle. Von 2002 bis 2007 spielte Martyn Reid die Figur und von 2008 bis 2010 Gerd Deutschmann. 2016 wurde Mitch Commins der neue Käpt'n Iglo und noch im gleichen Jahr von Denis Parlato abgelöst, der wiederum ein Jahr später die Rolle an Mark Fletcher abgab. Seit 2018 spielt der Italiener Riccardo Acerbi den Käpt'n. Iglo klagte 2022 erfolglos gegen den Fischkonservenhersteller Appel, da das Oberlandesgericht München nicht Iglos These folgte, ein als Seemanns-Klischee aufgemachtes Appel-Model könne mit Käpt’n Iglo verwechselt werden; es gebe keine Irreführung der Verbraucher.
2004 wurde das Iglo-Logo mit dem Neptun-Dreizack ersetzt und auch für die Iglo-Marken Birds Eye und Findus verwendet.

## Produkte
Iglo produziert eine breite Palette von Tiefkühlkost-Erzeugnissen, die unter der Dachmarke Iglo vertrieben werden. Einige bekannte Marken sind Käpt’n-Iglo-Fischstäbchen, iglo Filegro, iglo Green Cuisine und iglo Schlemmerfilet (wobei Letzteres jedoch nicht als Marke eingetragen werden durfte und daher nicht geschützt ist). Bis 2003 gehörte auch die Marke Bistro (unter anderem Tiefkühlbaguettes) zum Sortiment von Iglo. Eine ehemals bekannte Marke war zudem Heiße Hexe.

## Standards
Alle Iglo-Produkte mit Meeresfischen sind mit dem MSC-Zertifikat für Nachhaltigkeit ausgestattet, bspw. die Käpt’n-Iglo-Fischstäbchen. Der Konzern kooperierte zeitweise mit dem WWF und stellte Spenden für eine nachhaltige Fischerei zur Verfügung. Nach eigenen Angaben aus dem Jahr 2020 bezog Iglo 100 % der verarbeiteten Meeresfische aus MSC-zertifiziertem Fischfang.

## Trivia
Die italienische Band Nanowar of Steel veröffentlichte im April 2021 ein Musikstück mit dem Titel La Maledizione di Capitan Findus, das als Der Fluch des Kapt’n Iglo auch in einer deutschen Übersetzung erschien.